# Bahnstrecke Limburg-Staffel–Siershahn
| Talbrücke Sandbachtal (Niedererbach) mit GTW 2/6 der HLB |                         |                                     |                                     |
| Streckennummer (DB): | 3731                    |                                     |                                     |
| Kursbuchstrecke (DB): | 629                     |                                     |                                     |
| Kursbuchstrecke: | 166p (1934) 194p (1946) |                                     |                                     |
| Streckenlänge: | 29,5 km                 |                                     |                                     |
| Spurweite: | 1435 mm (Normalspur)    |                                     |                                     |
| Streckengeschwindigkeit: | 50 km/h                 |                                     |                                     |
| |                         |                                     |                                     |
| \| \| \| von Altenkirchen \| \| \| \| 29,5 \| Siershahn \| Siershahn \| \| \| \| nach Engers \| \| \| \| 27,2 \| Wirges (Haltestelle) \| Wirges (Haltestelle) \| \| \| 25,8 \| Dernbach (Westerw) \| Dernbach (Westerw) \| \| \| \| (ehem. Trasse bis Juli 2000) \| \| \| \| \| Schnellfahrstrecke von Köln \| \| \| \| 21,8 \| Montabaur (bis 2002 / seit 2002) \| Montabaur (bis 2002 / seit 2002) \| \| \| \| Schnellfahrstrecke nach Frankfurt \| \| \| \| \| (ehem. Trasse bis Juli 2000) \| \| \| \| \| nach Herborn \| \| \| \| 17,2 \| Goldhausen \| Goldhausen \| \| \| 14,9 \| Girod \| Girod \| \| \| 12,1 \| Steinefrenz \| 268 m \| \| \| 10,5 \| Dreikirchen (ehemals Oberhausen/Ww) \| Dreikirchen (ehemals Oberhausen/Ww) \| \| \| 9,9 \| Anst Steinefrenz \| Anst Steinefrenz \| \| \| 5,9 \| Niedererbach \| Niedererbach \| \| \| \| Landesgrenze Rheinland-Pfalz/Hessen \| \| \| \| 1,4 \| Elz Süd \| Elz Süd \| \| \| \| von Westerburg \| \| \| \| \| Schnellfahrstrecke Köln–Rhein/Main \| \| \| \| 0,0 \| Staffel \| Staffel \| \| \| \| nach Limburg \| \| |                         |                                     |                                     |
| |                         | von Altenkirchen                    |                                     |
| Bahnhof | 29,5                    | Siershahn                           | Siershahn                           |
| Abzweig geradeaus und nach rechts |                         | nach Engers                         | nach Engers                         |
| Haltepunkt / Haltestelle | 27,2                    | Wirges (Haltestelle)                | Wirges (Haltestelle)                |
| Haltepunkt / Haltestelle | 25,8                    | Dernbach (Westerw)                  | Dernbach (Westerw)                  |
| Verschwenkung von links (Strecke außer Betrieb) · Verschwenkung von rechts |                         | (ehem. Trasse bis Juli 2000)        | (ehem. Trasse bis Juli 2000)        |
| Kreuzung (Strecke geradeaus außer Betrieb) · Abzweig geradeaus und von rechts |                         | Schnellfahrstrecke von Köln         | Schnellfahrstrecke von Köln         |
| Bahnhof (Strecke außer Betrieb) · Bahnhof | 21,8                    | Montabaur (bis 2002 / seit 2002)    | Montabaur (bis 2002 / seit 2002)    |
| Kreuzung (Strecke geradeaus außer Betrieb) · Abzweig geradeaus und nach rechts |                         | Schnellfahrstrecke nach Frankfurt   | Schnellfahrstrecke nach Frankfurt   |
| Verschwenkung nach links (Strecke außer Betrieb) · Verschwenkung nach rechts |                         | (ehem. Trasse bis Juli 2000)        | (ehem. Trasse bis Juli 2000)        |
| Abzweig geradeaus und nach links |                         | nach Herborn                        | nach Herborn                        |
| Bahnhof | 17,2                    | Goldhausen                          | Goldhausen                          |
| Haltepunkt / Haltestelle | 14,9                    | Girod                               | Girod                               |
| Bahnhof | 12,1                    | Steinefrenz                         | 268 m                               |
| Haltepunkt / Haltestelle | 10,5                    | Dreikirchen (ehemals Oberhausen/Ww) | Dreikirchen (ehemals Oberhausen/Ww) |
| ehemalige Blockstelle | 9,9                     | Anst Steinefrenz                    | Anst Steinefrenz                    |
| Haltepunkt / Haltestelle | 5,9                     | Niedererbach                        | Niedererbach                        |
| Grenze |                         | Landesgrenze Rheinland-Pfalz/Hessen | Landesgrenze Rheinland-Pfalz/Hessen |
| Haltepunkt / Haltestelle | 1,4                     | Elz Süd                             | Elz Süd                             |
| Abzweig geradeaus und von links |                         | von Westerburg                      | von Westerburg                      |
| Kreuzung geradeaus unten |                         | Schnellfahrstrecke Köln–Rhein/Main  | Schnellfahrstrecke Köln–Rhein/Main  |
| Bahnhof | 0,0                     | Staffel                             | Staffel                             |
| |                         | nach Limburg                        |                                     |

Die Bahnstrecke Limburg-Staffel–Siershahn, auch Unterwesterwaldbahn genannt, ist eine eingleisige, nicht elektrifizierte Nebenbahn zwischen Limburg-Staffel, Montabaur und Siershahn im Westerwald und führt durch die Länder Rheinland-Pfalz und Hessen.

## Geschichte
Bereits kurz nach der Eröffnung des ersten Teilstücks der Oberwesterwaldbahn im Jahr 1870 erörterte die Rheinische Eisenbahn-Gesellschaft (RhE) den Bau einer weiteren Strecke, die den Westerwald zusätzlich in Ost-West-Richtung von einem Anschluss an die Rechte Rheinstrecke in Engers über Montabaur nach Limburg erschließen und einen Abzweig nach Altenkirchen erhalten sollte. Damals wurden die heutige Unterwesterwaldbahn und die westlichen Teile der heutigen Bahnstrecke Engers–Au als eine Einheit geplant und behandelt. Motivation war, wie für alle Bahnprojekte im Westerwald, die bessere Erschließung der insbesondere mineralischen Rohstoffquellen (vor allem Ton und verschiedene Gesteine, teils auch Eisenerz), die Anbindung der an diesen Abbaustellen entstandene Weiterverarbeitungsbetriebe, eine bessere Beförderung der zahlreichen Wanderarbeiter der Region zu den industriellen Zentren und allgemein die wirtschaftliche Aufwertung der ärmlichen Region.
Allerdings bewertete die RhE die Bahnlinie zugleich als „nicht bauwürdig“, da den Kosten zu geringe Gewinnaussichten gegenüber standen. 1873 erhielt sie dennoch die Konzession dazu, die Siershahn als Ausgangspunkt für den Abzweig nach Altenkirchen festlegte. Zugleich sicherten Vertreter des preußischen Staats die Übernahme derjenigen Kosten für den Landerwerb zu, die 1,5 Reichstaler pro Quadratrute überschreiten würden. Zahlen sollte „die am Eisenbahnbau interessierten Kreise“, wozu unter anderem die angrenzenden Landkreise und die Krupp-Gussstahlfabrik zählten. Die „Kreise“ weigerten sich, wohl auch unter dem Eindruck des Gründerkrachs, und lehnten nun ihrerseits des Projekt komplett ab. Diese Auseinandersetzungen, in die sich auch das preußische Handelsministerium einschaltete, führten dazu, dass erst Mitte 1876 die Baupläne und die Kostenschätzung für den Grunderwerb fertiggestellt waren. Sie erbrachten eine Kostenlücke von 360.000 Mark, die die „Kreise“ hätten aufbringen müssen. Bis 1878 wurde schließlich eine Einigung über die Finanzierung gefunden, zu der Wilhelm Müller, Pfarrer in Grenzhausen und Vorsitzender eines Komitees für den Bau der Bahnstrecke, wesentlich beigetragen hatte. Allerdings war der Bau Mitte 1879 noch nicht angelaufen und auch der Grunderwerb noch im Gang.
Am 30. Mai 1884 wurde die eingleisige, rund 93 Kilometer lange Strecke eröffnet. Der Strang von Engers bis Altenkirchen war gut 61 Kilometer lang, der von Siershahn bis Staffel knapp 28 Kilometer und die Stichbahn von Grenzau nach Höhr-Grenzhausen 2,41 Kilometer. Zu diesem Zeitpunkt hatten bereits die Preußischen Staatseisenbahnen den Betrieb der RhE übernommen, und am 1. Januar 1886 wurde die Preußische Staatsbahn endgültig deren Eigentümer. Um 1895 kamen Pläne für eine Erweiterung des Abzweigs nach Höhr-Grenzhausen bis nach Vallendar auf, wurde 1911 aber nur auf 4,2 Kilometer bis nach Hillscheid vorgenommen.
Die Französische Besatzungsmacht ordnete nach dem Zweiten Weltkrieg alle Bahnstrecken im nördlichen Teil ihrer Besatzungszone der Eisenbahndirektion Mainz zu, so auch die Bahnstrecke Limburg-Staffel–Siershahn.
Zum 20. Oktober 1952 wurden – ursprünglich als Bedarfshalte – die Haltestellen Oberhausen/Ww (heute: Dreikirchen) und Girod in Betrieb genommen.
Zum Fahrplanwechsel am 3. Juni 1956 wurde der Abschnitt Staffel–Steinefrenz auf „Vereinfachten Nebenbahndienst“ umgestellt, was zum 28. Mai 1967 wieder aufgehoben wurde.
Mit der schrittweisen Auflösung der Bundesbahndirektion Mainz in den Jahren 1971/72 fiel die Zuständigkeit für die Strecke zwischen Staffel und Dernbach zum 1. April 1971 an die Bundesbahndirektion Frankfurt/M.
Seit dem 10. Juli 2000 wird der Abschnitt Steinefrenz–Montabaur vom elektronischen Stellwerk (ESTW) Montabaur gesteuert. Der Bahnhof Staffel und die Blocksignale in Niedererbach werden seit dem 15. August 2023 vom ESTW Diez gesteuert.
In Staffel mündet die Unterwesterwaldbahn in die Bahnstrecke Limburg–Altenkirchen. In Siershahn mündet sie wiederum in die Bahnstrecke Engers–Au ein, über die weiterhin eine Verbindung zur rechten Rheinstrecke besteht.

## Betrieb

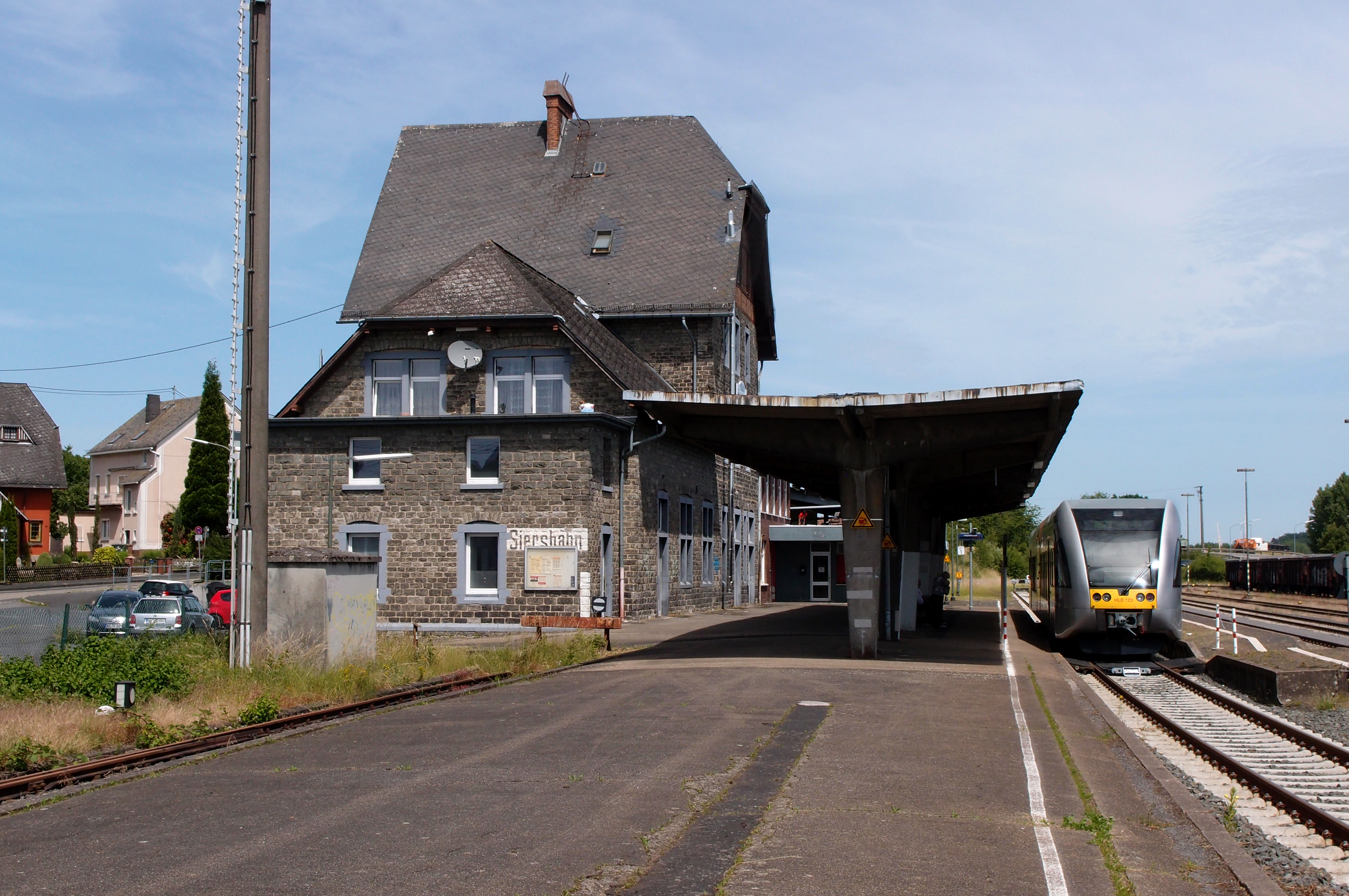
Bahnhof Siershahn

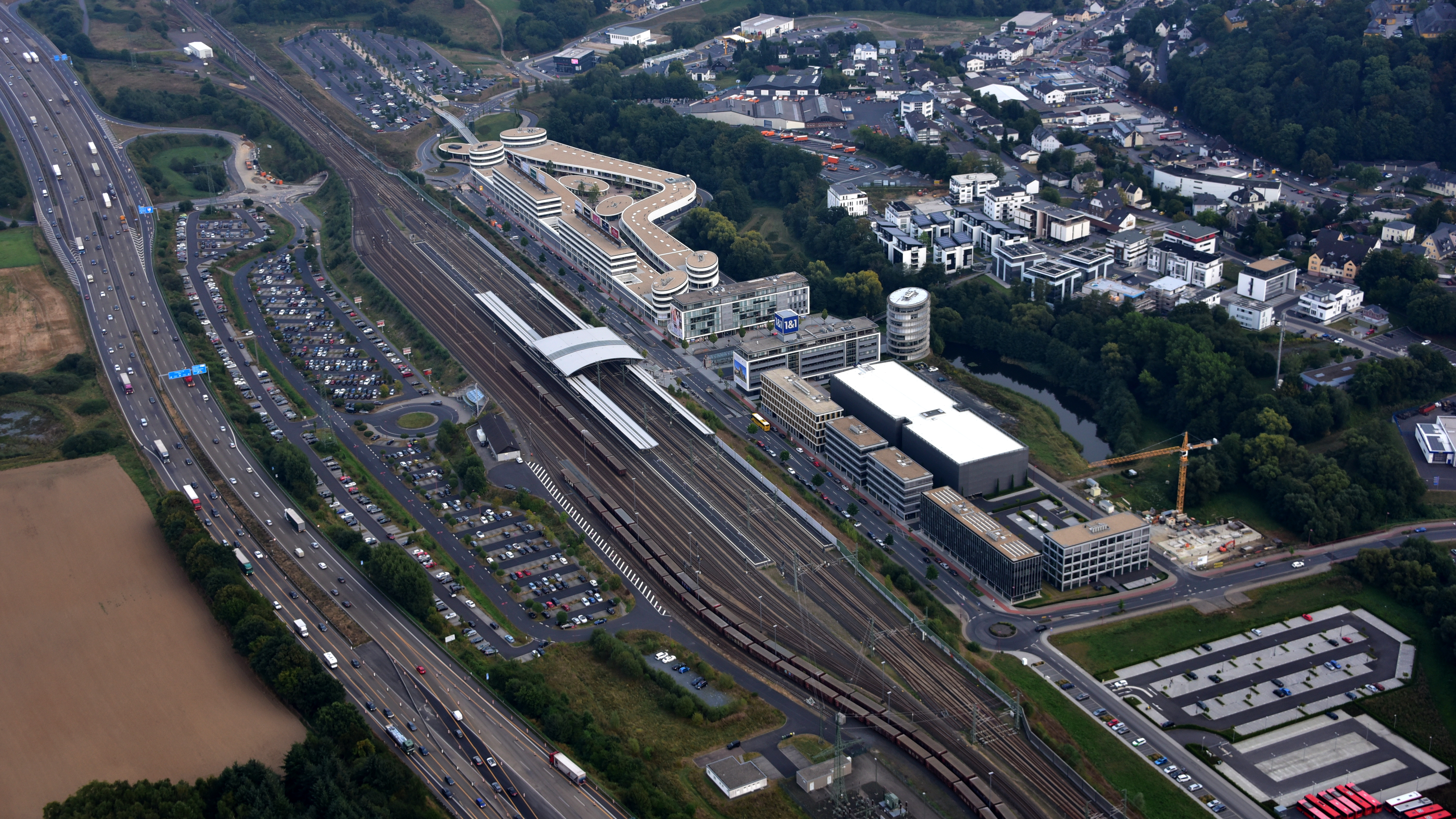
2002 eröffneter Bahnhof Montabaur

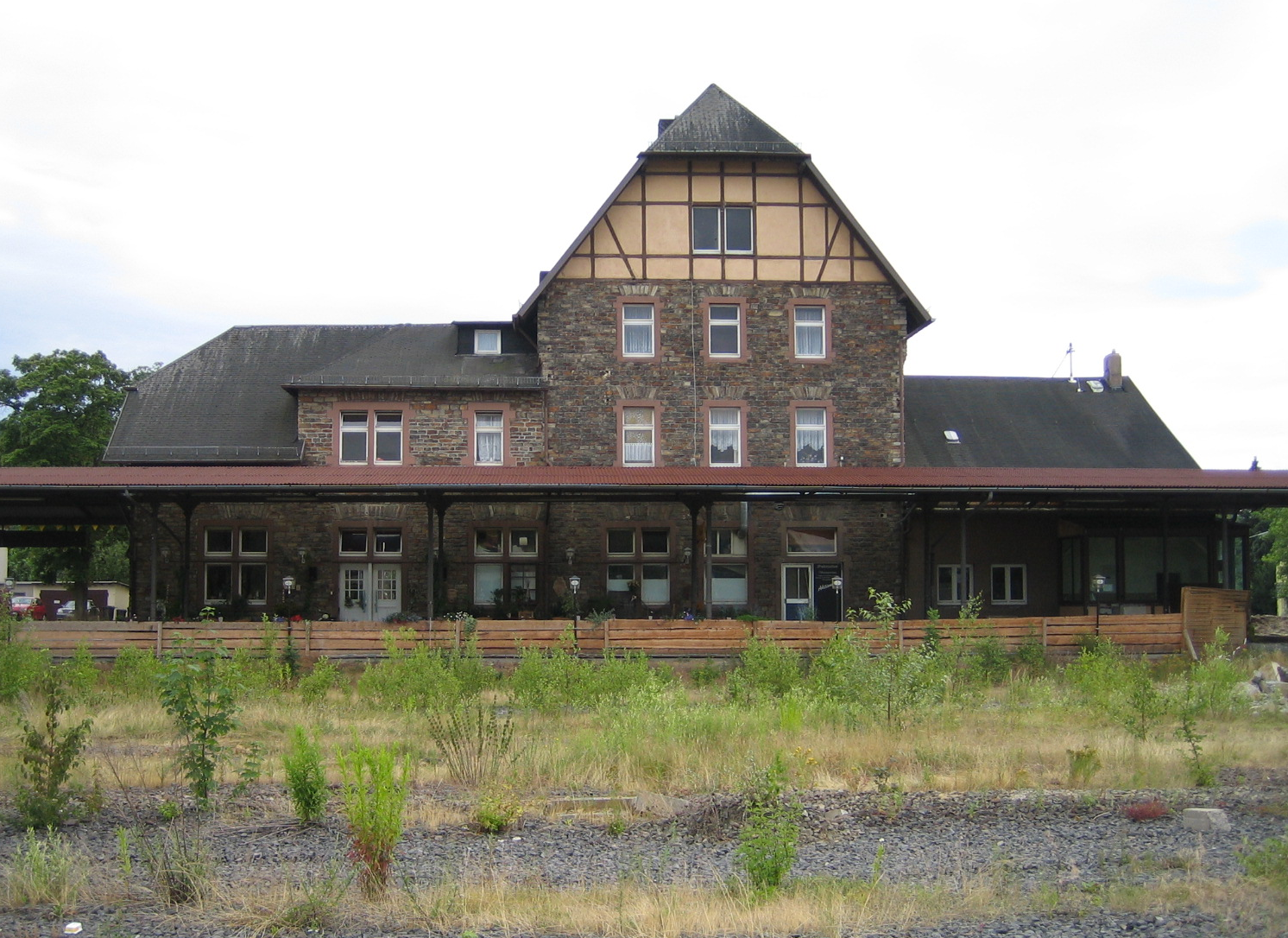
Ehemaliger Bahnhof Montabaur (2005)

Während die Deutsche Bundesbahn den Personenverkehr auf dem Abschnitt Sierhahn–Altenkirchen der Bahnstrecke Engers–Au am 1. Juni 1984 einstellte, verkehren auf der anschließenden Unterwesterwaldbahn bis heute Reisezüge.
In Montabaur wurde im Jahre 2002 der heutige Bahnhof Montabaur eröffnet, der eine Verknüpfung zur Schnellfahrstrecke Köln–Rhein/Main bietet.
Vom Fahrplanwechsel 2004 bis zum Fahrplanwechsel 2014 wurde der Personenverkehr durch die vectus Verkehrsgesellschaft durchgeführt, welche im Stunden- bzw. Zweistundentakt Dieseltriebwagen vom Typ LINT einsetzte. Der Zweckverband Schienenpersonennahverkehr Rheinland-Pfalz Nord (SPNV Nord) führte im Jahr 2011 eine Ausschreibung der Verkehrsleistungen im Dieselnetz Eifel-Westerwald-Sieg (EWS) durch. Seit Dezember 2013 verkehrten vereinzelt LINT-Triebwagen der Hessischen Landesbahn im Auftrag der vectus Verkehrsgesellschaft auf der Unterwesterwaldbahn.
Der SPNV Nord gab am 31. Oktober 2012 das Ergebnis der Ausschreibung bekannt. Die Hessische Landesbahn erhielt den Zuschlag zum Betrieb der Unterwesterwaldbahn von August 2015 bis Dezember 2030. Im Rahmen eines nötigen Übergangkonzeptes wurde die Betriebsaufnahme der RB 29 durch die Hessische Landesbahn (HLB), Regionalbereich Dreiländerbahn schon zum Fahrplanwechsel 2014 vorgezogen, zumal auch die Fahrzeuge von vectus auf sie übergingen. Seitdem wird die Regionalbahnlinie RB 29 im unregelmäßigen Stundentakt betrieben, vor allem am Wochenende gibt es Taktlücken.
Die Unterwesterwaldbahn weist, obwohl sie nur eine Nebenbahn ist, ein erhebliches Güterverkehrsaufkommen auf. So spielt sie in dem von DB Cargo betriebenen Tonverkehr zwischen den Tongruben im Westerwald und den tonverarbeitenden Betrieben in Oberitalien eine wichtige Rolle. Die meisten Wagen werden im Westerwald beladen und finden danach von der Westerwaldquerbahn sowie von Siershahn ihren Weg über Montabaur nach Limburg, wo sie zu Ganzzügen in Richtung Süden zusammengestellt werden. Zudem erhält seit dem Jahr 2017 die Firma Schütz über die Unterwesterwaldbahn ihre Wagen ebenfalls von der DB Cargo. Da die Strecke eine gewisse Steigung aufweist und die bisher zur Anwendung gekommenen Diesellokomotiven der Baureihe 261 bzw. 294 für die Züge der Firma Schütz nicht genügend Leistung aufbringen, setzt DB Cargo seit 2018 schwere Diesellokomotiven der Baureihe 266 (kanadische JT42CWRM, auch Class 77 genannt) ein, um die großen Mengen an Fracht möglichst schnell und in einem Stück in den Westerwald zu bringen.
Durch die Entgleisung eines durchfahrenden Güterzuges in Folge eines Unfalls mit einem Personenkraftwagen auf einem Bahnübergang bei Girod wurde die Strecke am 30. September 2011 auf einer Länge von sieben Kilometern bis Montabaur schwer beschädigt. Ein Teil der für die Reparatur benötigten Betonschwellen wurde von einer Güterzug-Dampflokomotive der Museumseisenbahn Hanau über den Taunus bis zum Bahnhof Steinefrenz transportiert. Nach Wiederherstellung der Strecke wurde der Zugverkehr am 19. Oktober 2011 wieder aufgenommen.
Anfang 2023 wurde bekanntgegeben, dass zum Fahrplanwechsel im Dezember 2025 drei zweiteilige Triebwagen des batteriebetriebenen Typs Siemens Mireo Plus B im Pilotbetrieb zum Einsatz kommen sollen. Diese gingen aus einer Fahrzeugausschreibung der Hessischen Landesbahn hervor und sind Teil eines Tests des SPNV-Nord zur Dekarbonisierung des Schienenverkehrs.
| Linie | Zuglauf | Takt                   |
| ----- | --- | ---------------------- |
| RB 29 | Siershahn – Wirges – Dernbach – Montabaur – Goldhausen – Girod – Steinefrenz – Dreikirchen – Niedererbach – Elz Süd – Staffel – Diez Ost – Limburg (Lahn) | ungefährer Stundentakt |

## Tarife
Aufgrund der Lage im hessischen Landkreis Limburg-Weilburg gilt auf dem Abschnitt zwischen Limburg (Lahn) und Elz Süd der Tarif des Rhein-Main-Verkehrsverbundes (RMV). Auf dem im rheinland-pfälzischen Westerwaldkreis verlaufenden Streckenabschnitt zwischen Niedererbach und Siershahn gilt seit dem 1. Januar 2017 der Tarif des Verkehrsverbund Rhein-Mosel (VRM). Der VRM-Tarif gilt als Übergangstarif auf dem Abschnitt zwischen Elz Süd und Limburg (Lahn), sofern der Start- bzw. Zielbahnhof der Fahrt im VRM-Gebiet liegt.
Die gültigen Ländertickets für Rheinland-Pfalz, das Rheinland-Pfalz-Ticket und das Rheinland-Pfalz-Ticket + Lux (einschließlich Luxemburg) sind im hessischen Abschnitt gültig. Das Hessenticket ist zwischen Limburg (Lahn) und Elz Süd gültig.
Das Quer-durchs-Land-Ticket ist in den Zügen der Unterwesterwaldbahn gültig.